# Tim Davies
Tim Davies (ur. 18 sierpnia 1950 roku w Lampeter) – brytyjski kierowca wyścigowy.

## Kariera
Davies rozpoczął karierę w międzynarodowych wyścigach samochodowych w 1978 roku od startów w Dunlop Star of Tomorrow. Z dorobkiem 65 punktów uplasował się na czwartej pozycji w klasyfikacji generalnej. W późniejszych latach pojawiał się także w stawce Wendy Wools Formula 3 Race, Canon NP Copiers F3 Race, Brytyjskiej Formuły Ford 2000, Brytyjskiej Formuły 3, Formuły 3000 oraz Formuły 3 Euro Series.
W Formule 3000 Brytyjczyk wystartował podczas wyścigu na torze Birmingham Superprix w sezonie 1986 z brytyjską ekipą CoBRa Racing. Jednak nie ukończył tego wyścigu.